# ان‌جی‌سی ۳۳۵۹
ان‌جی‌سی ۳۳۵۹ (انگلیسی: NGC 3359) نام یک کهکشان است.